# Expédition de Dhu Qarad
L’expédition de Dhu Qarad connue aussi sous le nom de l’expédition de Ghaba se déroula en septembre, 627AD, 6AH du calendrier islamique, certains érudits disent qu’elle s’est déroulée juste avant la bataille de Khaybar, dans le 12e mois de 6AH,.
Quelques jours après que Mahomet est retourné à Médine à la suite du raid sur les Banu Lihyan, une bande d’hommes armés issus de Ghatafan dirigés par Abdur Rahman Uyanah bin Hisn Al-Fazari lancèrent un raid dans les banlieues de la ville; et s’emparèrent de 20 chameaux laitiers. Ils tuèrent aussi le berger et prirent sa femme comme captive,.